# خط دم (فلم)
خط دم (بالإنجليزية: Bloodline) هو فيلم رعب مصري من إنتاج سنة 2020. الفيلم من إخراج رامي ياسين ، ومن تأليف رامي ياسين ، ومن بطولة نيللي كريم و ظافر العابدين و بيتر رامي و جون رامي و إيمان يونس و داليا الخولي. تم إصدار الفيلم في 20 أكتوبر 2020.

## ملخص القصة[1]
في إطار رعب تشويقي يتحدث الفيلم عن عالم مصاصي الدماء، حيث يدخل الطفل مالك في غيبوبة بعد تعرضه لحادث بسيارة والده نادر تسبب فيها أخيه دون قصد ويحاول نادر ولميا والدة مالك إعادة الطفل للحياة فيلجأون لحل يقلب حياتهم رأسا على عقب.

## تسريب الفيلم[2]
يذكر ان الفيلم تعرض للقرصنة الإلكترونية، وتم تسريبه على عدة مواقع إلكترونية غير رسمية خلال الساعات الماضية.
يأتي ذلك بعد ساعات من طرحه على إحدى المنصات الإلكترونية التي تعرض الفيلم حصريا قبل عرضه في دور العرض السينمائي.

## طاقم العمل
- نيللي كريم
- ظافر العابدين
- بيتر رامي
- جون رامي
- إيمان يونس
- داليا الخولي

## روابط خارجية
- خط دم على موقع IMDb (الإنجليزية)
- خط دم على موقع قاعدة بيانات الأفلام العربية
- خط دم على موقع قاعدة بيانات الفيلم (الإنجليزية)
- خط دم على موقع ليتربوكسد (الإنجليزية)
- خط دم على موقع كينوبويسك (الروسية)